# Monster 1983
Monster 1983 ist eine Mystery-Thriller-Hörspielreihe in drei Staffeln von Ivar Leon Menger gemeinsam mit Anette Strohmeyer und Raimon Weber, die zwischen 2015 und 2017 bei Audible & Lübbe Audio erschien.

## Inhalt
In der kleinen Küstenstadt Harmony Bay in Oregon gehen im Sommer 1983 merkwürdige Dinge vor: Neben einer Serie mysteriöser Todesfälle zerschellt ein Gefangenentransport an einer Klippe und ein russischer Spion verschwindet spurlos. Der neue Sheriff Cody und sein Team haben alle Hände voll zu tun, denn alles deutet darauf hin, dass hier ein Serienkiller sein Unwesen treibt. Doch schnell wird klar, Handschellen und eine Zelle werden hier nicht helfen.

## Produktion
Die drei Staffeln zu je 10 Folgen wurden 2015, 2016 und 2017 im Auftrag von Audible durch Sound of Snow von Tommi Schneefuß in Berlin produziert. Sie wurden von den drei Autoren im Writers’ Room konzipiert. Die Geschichte wurde mit der dritten Staffel abgeschlossen.
Zu hören sind zum Teil bekannte Synchron- und Hörspielsprecher/-sprecherinnen, wie zum Beispiel Luise Helm, David Nathan, Joseline Gassen, Ekkehardt Belle, Simon Jäger, Nana Spier, Benjamin Völz, Anke Reitzenstein, Martin Keßler, Charles Rettinghaus, Norbert Langer, Bernd Rumpf, Till Hagen, Udo Schenk, Hans-Georg Panczak und viele mehr.

## Wirkung
Die Serie erhielt eine für eine Hörspielserie ungewöhnlich hohe Resonanz. Für den US-amerikanischen und englischen Markt wurde die erste Staffel von Monster 1983 auch in englischer Sprache produziert.
Die deutsche Hörspielserie Howard Phillips Lovecraft – Chroniken des Grauens (2020) enthält  in ihrer Auftaktfolge zudem eine explizite Anspielung auf Monster 1983.

## Veröffentlichungen
- 2015: Staffel 1 – Audible 2015, Download, Lübbe Audio 2017, CD-Box-Version.
- 2016: Staffel 2 – Audible 2016, Download, Lübbe Audio 2018, CD-Box-Version.
- 2017: Staffel 3 – Audible 2017, Download, Lübbe Audio 2018, CD-Box-Version.